# Danh sách sân bay tại Brasil
Dưới đây là danh sách các sân bay của Brasil xếp theo các bang. Trong ngoặc đơn là mã IATA và mã ICAO.

### Acre
- Sân bay Brasiléia (SWBS) - Brasiléia
- Sân bay Feijó (FEJ/SWFJ) - Feijó
- Sân bay Santa Rosa do Purus (SDOE) - Santa Rosa do Purus
- Sân bay Sena Madureira (SBRB) - Sena Madureira
- Sân bay Tarauacá (TRQ/SBTK) - Tarauacá
- Sân bay Xapuri - Xapuri
- Sân bay quốc tế Cruzeiro do Sul (CZS/SBCZ) - Cruzeiro do Sul
- Sân bay quốc tếPresidente Médici (RBR/SBRB) - Rio Branco

### Alagoas
- Sân bay Arapiraca (APQ/SNAL) - Arapiraca
- Sân bay Penedo (***/SNPE) - Penedo
- Sân bay Manduca Leão (SNML) - Rio Largo
- Sân bay quốc tế Zumbi dos Palmares (MCZ/SBMO) - Maceió

### Amapá
- Sân bay Amapá (SBAM) - Amapá
- Sân bay Calçoene (SNCC) - Calçoene
- Sân bay Oiapoque (SBOI) - Oiapoque
- Sân bay Porto Grande (SNPG) - Porto Grande
- Sân bay quốc tế Macapá (MCP/SBMQ) - Macapá

### Amazonas
Bản mẫu:Ver artigo principal

### Ceará
- Sân bay Aracati (**/SNAT) - Aracati
- Sân bay Camocim (CMC/SNWC) - Camocim
- Sân bay Campos Sales (SNCS) - Campos Sales
- Sân bay Crateús (**/SNWS) - Crateús
- Sân bay Iguatu (IGT/SNIG) - Iguatu
- Sân bay Mombaça (SNMB) - Mombaça
- Sân bay Morada Nova (SNMO) - Morada Nova
- Sân bay Limoeiro do Norte (**/SNLM) - Limoeiro do Norte
- Sân bay Quixadá (**/SNQX) - Quixadá
- Sân bay Sobral (QBX/SNOB) - Sobral
- Sân bay Tamboril (SNTL) - Tamboril
- Sân bay quốc tế Pinto Martins (FOR/SBFZ) - Fortaleza
- Sân bay khu vực Cariri (JDO/SBJU) - Juazeiro do Norte

### Distrito Federal
- Sân bay quốc tế Juscelino Kubitschek (BSB/SBBR) - Brasília

### Espírito Santo
- Sân bay Baixo Guandu/Aimorés (SNBG) - Baixo Guandu
- Sân bay Cachoeiro de Itapemirim (CDI/SNKI) - Cachoeiro de Itapemirim
- Sân bay Guarapari (GUZ/SNGA) - Guarapari
- Sân bay Linhares (SNLN) - Linhares
- Sân bay São Mateus (SBJ/SNMX) - São Mateus
- Sân bay Eurico de Aguiar Salles (VIX/SBVT) - Vitória

### Goiás
- Sân bay Anápolis (APS/SWNS) - Anápolis
- Sân bay Buriti Alegre (SWBA) - Buriti Alegre
- Sân bay Caldas Novas (CLV/SWKN) - Caldas Novas
- Sân bay Campos Belos (SWCB) - Campos Belos
- Sân bay Cavalcante (SWCW) - Cavalcante
- Sân bay Ceres (SWCZ) - Ceres
- Sân bay Formosa (SWFR) - Formosa
- Sân bay Iaciara (SWIA) - Iaciara
- Sân bay Ipameri (SWIP) - Ipameri
- Sân bay Jataí (SWJW) - Jataí
- Sân bay Brigadeiro Araripe Macedo (SWUZ) - Luziânia
- Sân bay Minaçu (SBMC) - Minaçu
- Sân bay Mineiros (SWME) - Mineiros
- Sân bay Monte Alegre de Goiás (SWML) - Monte Alegre de Goiás
- Sân bay Morrinhos (SWMX) - Morrinhos
- Sân bay Morro Redondo (SWMR) - Morro Redondo
- Sân bay Niquelândia (NQL/SWNQ) - Niquelândia
- Sân bay Pires do Rio (SWPR) - Pires do Rio
- Sân bay Posse (SWPZ) - Posse
- Sân bay Rio Verde (RVD/SWLC) - Rio Verde
- Sân bay Santa Helena de Goiás (SWHG) - Santa Helena de Goiás
- Sân bay Santa Genoveva (GYN/SBGO) - Goiânia

### Maranhão
- Sân bay Alcântara (SNCW) - Alcântara
- Sân bay Alto Parnaíba (SNAI) - Alto Parnaíba
- Sân bay Bacabal (**/SNBI) - Bacabal
- Sân bay Balsas (SNBS) - Balsas
- Sân bay Barra do Corda (SNBC) - Barra do Corda
- Sân bay Benedito Leite (SNBT) - Benedito Leite
- Sân bay Brejo (SNRJ) - Brejo
- Sân bay Carolina (**/SBCI) - Carolina
- Sân bay Carutapera (**/SNCP) - Carutapera
- Sân bay Codó (SNMH) - Codó
- Sân bay Colinas (SNKL) - Colinas
- Sân bay Coroatá (SNOA) - Coroatá
- Sân bay Cururupu (SNCU) - Cururupu
- Sân bay Grajaú (SNGJ) - Grajaú
- Sân bay Pastos Bons (SNPB) - Pastos Bons
- Sân bay Pinheiro (SNYE) - Pinheiro
- Sân bay Paço do Lumiar (SNOZ) - Paço do Lumiar
- Sân bay Riachão (SNRX) - Riachão
- Sân bay quốc tế Marechal Cunha Machado (SLZ/SBSL) - São Luís
- Sân bay Santa Inês (SJBY) - Santa Inês
- Sân bay São Bento (SNSB) - São Bento
- Sân bay São Domingos do Maranhão (SNDG) - São Domingos do Maranhão
- Sân bay Timon (SNDR) - Timon
- Sân bay Turiaçu (SNTU) - Turiaçu
- Sân bay Urbano Santos (SNUD) - Urbano Santos
- Sân bay Imperatriz (IMP/SBIZ) - Imperatriz

### Mato Grosso
- Sân bay Alta Floresta (AFL/SBAT) - Alta Floresta
- Sân bay Alto Garças (SWGR) - Alto Garças
- Sân bay Araguaiana (SWAY) - Araguaiana
- Sân bay Aripuanã (AIR/SWRP) - Aripuanã
- Sân bay Barra do Bugres (SWBB) - Barra do Bugres
- Sân bay Barra do Garças (BPG/SBBW) - Barra do Garças
- Sân bay Cáceres (CCX/SWKC) - Cáceres
- Sân bay Canarana (SWEK) - Canarana
- Sân bay Chapada dos Guimarães (SWPL) - Chapada dos Guimarães
- Sân bay Confresa (SWKF) - Confresa
- Sân bay Diamantino (SWDM) - Diamantino
- Sân bay Jaciara (SWJC) - Jaciara
- Sân bay Juara (JUA/SWJH) - Juara
- Sân bay Juína (JIA/SWJN) - Juína
- Sân bay Juruena (JRN/SWJU) - Juruena
- Sân bay Lucas do Rio Verde (SWFE) - Lucas do Rio Verde
- Sân bay Luciara (SWUC) - Luciára
- Sân bay Matupá (MBK) - Matupá
- Sân bay Nortelândia (SWNR) - Nortelândia
- Sân bay Nova Mutum (SWNU) - Nova Mutum
- Sân bay Nova Xavantina (SWXN) - Nova Xavantina
- Sân bay Poconé (SWPK) - Poconé
- Sân bay Porto dos Gaúchos (SWPG) - Porto dos Gaúchos
- Sân bay Pontes e Lacerda - Pontes e Lacerda
- Sân bay Primavera do Leste (SWPY) - Primavera do Leste
- Sân bay Rondonópolis (ROO/SWRD) - Rondonópolis
- Sân bay São Félix do Araguaia (SWFX) - São Félix do Araguaia
- Sân bay Sinop (OPS/SWSI) - Sinop
- Sân bay Tangará da Serra (SWTS) - Tangará da Serra
- Sân bay Vila Bela da Santíssima Trindade (SWVB) - Vila Bela da Santíssima Trindade
- Sân bay Vila Rica (VLP/SWVC) - Vila Rica
- Sân bay Governador Júlio Campos (SWJC) - Santo Antônio de Leverger
- Sân bay quốc tế Inácio Luiz do Nascimento (JUA/SWJH) - Juara
- Sân bay quốc tế Marechal Rondon (CGB/SBCY) - Cuiabá
- Sân bay Umberto Bosaipo (SWRU) - Tesouro

### Minas Gerais
- Sân bay Carlos Prates (SBPR) - Belo Horizonte
- Sân bay Araxá (AAX/SBAX) - Araxá
- Sân bay Barbacena - (QAK/SBBQ) Barbacena
- Sân bay Alfenas (SNFE) - Alfenas
- Sân bay Caxambu (SNhà xuất bản) - Caxambu
- Sân bay Divinópolis (DIQ/SNDV) - Divinópolis
- Sân bay Espinosa (SBEP) - Espinosa
- Sân bay Coronel Altino Machado (GVR/SBGV) - Governador Valadares
- Sân bay Ipatinga (IPN/SBIP) - Ipatinga
- Sân bay Jaíba (SBJBA) - Jaíba
- Sân bay Janaúba (SBJAN) - Janaúba
- Sân bay Mato Verde (SBMV) - Mato Verde
- Sân bay Mocambinho (Jaíba) (SBMM) - Mocambinho
- Sân bay Montes Claros (MOC/SBMK) - Montes Claros
- Sân bay Monte Verde (SNEJ) - Camanducaia/Monte Verde
- Sân bay da Pampulha (PLU/SBBH) - Belo Horizonte
- Sân bay Patos de Minas (POJ/SNPD) - Patos de Minas
- Sân bay Poços de Caldas (POO/SBPC) - Poços de Caldas
- Sân bay Francisco de Assis (JDF/SBJF) - Juiz de Fora
- Sân bay Juscelino Kubitscheck (TFL/SNTO) - Teófilo Otoni
- Sân bay Varginha (VAG/SBVG) - Varginha
- Sân bay São João del Rei (SNJR) - São João Del Rei
- Sân bay São Lourenço (SSO/SNLO) São Lourenço
- Sân bay São Sebastião do Paraíso (SNPY) - São Sebastião do Paraíso
- Mário de Almeida Franco (UBA/SBUR) - Uberaba
- Sân bay César Bombonato (UDI/SBUL) - Uberlândia
- Sân bay quốc tế Tancredo Neves (CNF/SBCF) - Confins/Belo Horizonte
- Sân bay das Bandeirinhas/Conselheiro Lafaiete - Conselheiro Lafaiete
- Sân bay khu vực Zona da Mata (SDZY)- Goianá

### Paraíba
- Sân bay Cajazeiras
- Sân bay Catolé do Rocha
- Sân bay Conceição
- Sân bay Itaporanga
- Sân bay Monteiro
- Sân bay Patos (**/SNTS) - Patos
- Sân bay Rio Tinto
- Sân bay Sousa (**/SNQD) - Sousa
- Sân bay quốc tế Presidente Castro Pinto (JPA/SBJP) - João Pessoa
- Sân bay Presidente João Suassuna (CPV/SBKG) - Campina Grande

### Pará
- Sân bay Altamira (ATM/SBHT) - Altamira
- Sân bay Conceição do Araguaia (CDJ/SBAA) - Conceição do Araguaia
- Sân bay Itaituba (ITB/SNQW) - Itaituba
- Sân bay Marabá (MAB/SBMA) - Marabá
- Sân bay Carajás (CKS/SBCJ) - Parauapebas
- Sân bay Santarém (STM/SBSN) - Santarém
- Sân bay São Félix do Xingu (SXX/SNFX) - São Félix do Xingu
- Sân bay Trombetas (TMT/SBTB) - Porto Trombetas
- Sân bay Tucuruí (TUR/SBTU) - Tucuruí
- Sân bay Júlio Cesar (SBJC) - Belém
- Sân bay quốc tế Belém/Val de Cans (BEL/SBBE) - Belém

### Paraná
- Sân bay Andirá (SSAN) - Andirá
- Sân bay Apucarana (SSAP) - Apucarana
- Sân bay Arapongas (SSOG) - Arapongas
- Sân bay Arapoti (SSYA) - Arapoti
- Sân bay Bacacheri (BFH/SBBI) - Curitiba
- Sân bay Bandeirantes (SSBR) - Bandeirantes
- Sân bay Campo Mourão (CBW/SSKM) - Campo Mourão
- Sân bay Cascavel (CAC/SBCA) - Cascavel
- Sân bay Castro (SSQT) - Castro
- Sân bay Centenário do Sul (SSZS) - Centenário do Sul
- Sân bay Cianorte (SSCT) - Cianorte
- Sân bay Cornélio Procópio (SSCP) - Cornélio Procópio
- Sân bay Goioerê (SSGW) - Goioerê
- Sân bay Guaíra (SSGY) - Guaíra
- Sân bay Guarapuava (SBGU) - Guarapuava
- Sân bay Guaratuba (SSGB) - Guaratuba
- Sân bay Ibaiti (SSAB) - Ibaiti
- Sân bay Jacarezinho (SSJE) - Jacarezinho
- Sân bay Loanda (SSLO) - Loanda
- Sân bay Londrina (LDB/SBLO) - Londrina
- Sân bay Manoel Ribas (SSMY) - Manoel Ribas
- Sân bay Marechal Cândido Rondon (SSCR) - Marechal Cândido Rondon
- Sân bay Medianeira (SSMD) - Medianeira
- Sân bay Palmas (SSPS) - Palmas
- Sân bay Palotina (SSPT) - Palotina
- Sân bay Paranaguá (SSPG) - Paranaguá
- Sân bay Paranavaí (SSPI) - Paranavaí
- Sân bay Pato Branco (PTO/SSPB) - Pato Branco
- Sân bay Ponta Grossa (PGZ/SSZW) - Ponta Grossa
- Sân bay Porecatu (SSPK) - Porecatu
- Sân bay Realeza (SSRE) - Realeza
- Sân bay São Miguel do Iguaçu (SSMY) - São Miguel do Iguaçu
- Sân bay Sertanópolis (SSSZ) - Sertanópolis
- Sân bay Siqueira Campos (SSQC) - Siqueira Campos
- Sân bay Telêmaco Borba (SBTL) - Telêmaco Borba
- Sân bay Toledo (SSTD) - Toledo
- Sân bay Umuarama (UMU/SSUM) - Umuarama
- Sân bay União da Vitória (SSUV) - União da Vitória
- Sân bay quốc tếAfonso Pena (CWB/SBCT) - São José dos Pinhais/Curitiba
- Sân bay quốc tếCataratas (IGU/SBFI) - Foz do Iguaçu
- Sân bay Paulo Abdala (***/SSFB) - Francisco Beltrão
- Sân bay khu vực Silvio Name Junior (MGF/SBMG) - Maringá

### Pernambuco
Bản mẫu:Ver artigo principal
- Aeroclube de Pernambuco (Recife)
- Sân bay Afogados da Ingazeira
- Sân bay Araripina
- Sân bay Arcoverde
- Sân bay Belém de São Francisco
- Sân bay Belo Jardim
- Sân bay Caruaru (CAU/SNRU)
- Sân bay Fernando de Noronha (FEN/SBFN)
- Sân bay Floresta
- Sân bay Garanhuns
- Sân bay quốc tếdos Guararapes Gilberto Freyre (REC/SBRF) - Recife
- Sân bay Ouricuri
- Sân bay Pesqueira
- Sân bay Petrolina - (Sân bay Senador Nilo Coelho) (PNZ/SBPL) - (Petrolina)
- Sân bay Salgueiro
- Sân bay Santa Maria da Boa Vista
- Sân bay Serra Talhada
- Sân bay Sertânia

### Piauí
Bản mẫu:Ver artigo principal
- Sân bay Bom Jesus (SNGG) - Bom Jesus
- Sân bay Corrente (SNKR) - Corrente
- Sân bay Floriano (FLB/SNQG) - Floriano
- Sân bay Gilbués (SNGB) - Gilbués
- Sân bay Guadalupe (SMGD) - Guadalupe
- Sân bay Oeiras (SNOE) - Oeiras
- Sân bay Picos (PCS/SNPC) - Picos
- Sân bay São Raimundo Nonato (***/SNSN) - São Raimundo Nonato
- Sân bay quốc tế Prefeito Dr.João Silva Filho (PHB/SBPB) - Parnaíba
- Sân bay Senador Petrônio Portella (THE/SBTE) - Teresina

### Rio de Janeiro
- Sân bay Angra dos Reis (SBAG) - Angra dos Reis
- Sân bay Búzios (BZC/SBBZ) - Búzios
- Sân bay Cabo Frio (CFB/SBCB) - Cabo Frio
- Sân bay Campos dos Goytacazes (CAW/SBCP) - Campos dos Goytacazes
- Sân bay Itaperuna (ITP/SDUN) - Itaperuna
- Sân bay Jacarepaguá (***/SBJR) - Rio de Janeiro (cidade)
- Sân bay Macaé (MEA/SBME) - Macaé
- Sân bay Maricá (SDMC) - Maricá
- Sân bay Nova Iguaçu (SDNY) - Nova Iguaçu
- Sân bay Paraty (SDTK) - Paraty
- Sân bay Resende (SDRS) - Resende
- Sân bay Saquarema (SDSK) - Saquarema
- Sân bay quốc tế Rio de Janeiro - Antônio Carlos Jobim (GIG/SBGL) - Rio de Janeiro
- Sân bay Santos Dumont (SDU/SBRJ) - Rio de Janeiro

### Rio Grande do Norte
- Sân bay Açu (SNUC) - Açu
- Sân bay Caicó (**/SNKK) - Caicó
- Sân bay Currais Novos (SNKN) - Currais Novos
- Sân bay Jardim de Angicos (SNJA) - Jardim de Angicos
- Sân bay Dix-Sept Rosado (MVF/SBMS) Mossoró
- Sân bay quốc tế Augusto Severo (NAT/SBNT) - Parnamirim/Natal

### Rio Grande do Sul
Bản mẫu:Ver artigo principal

### Rondônia
- Sân bay Nova Vida (SWNI) - Ariquemes
- Sân bay Tabajara (SWTB) - Ariquemes
- Sân bay Brigadeiro Camarão (BVH/SBVH) - Vilhena
- Sân bay Cacoal (OAL/SWKK) - Cacoal
- Sân bay Costa Marques (SWCQ) - Costa Marques
- Sân bay Guajará-Mirim (GJM/SBGM) - Guajará-Mirim
- Sân bay Ji-Paraná (JPR/SWJI) - Ji-Paraná
- Sân bay Pimenta Bueno (SWPM) - Pimenta Bueno
- Sân bay quốc tế Governador Jorge Teixeira (PVH/SBPV) - Porto Velho

### Roraima
- Sân bay Surucucu (SWUQ) - Alto Alegre
- Sân bay Uaicas (SWAE) - Alto Alegre
- Sân bay Auaris (SWBV) - Amajari
- Sân bay Caracaraí (**/SBQI) - Caracaraí
- Sân bay Mucajaí (SWMV) - Mucajaí
- Sân bay Pacaraima (SWMU) - Pacaraima
- Sân bay quốc tếBoa Vista (BVB/SBBV) - Boa Vista

### Santa Catarina
- Sân bay Blumenau (BNU/SSBL) - Blumenau
- Sân bay Caçador (SSCC) - Caçador
- Sân bay Chapecó (XAP/SBCH) - Chapecó
- Sân bay Concórdia (SSCK) - Concórdia
- Sân bay Curitibanos (SSKU) - Curitibanos
- Sân bay Dionísio Cerqueira (SSDC) - Dionísio Cerqueira
- Sân bay Forquilinha (CCM/SBCM) - Criciúma
- Sân bay Itapiranga (SSYT) - Itapiranga
- Sân bay Joaçaba (SSJA) - Joaçaba
- Sân bay Lages (**/SBLJ) - Lages
- Sân bay Laguna (SSLA) - Laguna
- Sân bay Lontras (SSLN) - Lontras
- Sân bay Mafra (SSMF) - Mafra
- Sân bay São Francisco do Sul (SSSS) - São Francisco do Sul
- Sân bay São Joaquim (SSSQ) - São Joaquim
- Sân bay São Miguel do Oeste (SSOE) - São Miguel do Oeste
- Sân bay Três Barras (SSTB) - Três Barras
- Sân bay Videira (SSVI) - Videira
- Sân bay Xanxerê (SSXX) - Xanxerê
- Sân bay quốc tế Hercílio Luz (FLN/SBFL) - Florianópolis
- Sân bay quốc tế Ministro Victor Konder (NVT/SBNF) - Navegantes
- Sân bay Lauro Carneiro de Loyola (JOI/SBJV) - Joinville

### São Paulo
- Aeródromo de Gavião Peixoto - EMBRAER Ensaios em Vôo (***/SBGP) - Gavião Peixoto
- Sân bay Campo de Marte (***/SBMT) - São Paulo
- Sân bay Andradina (***/SDDN) - Andradina
- Sân bay Araçatuba (ARU/SBAU) - Araçatuba
- Sân bay Arandu (SDRR-QVP) - Arandu
- Sân bay Araraquara (AQA/SBAQ) - Araraquara
- Sân bay Assis (AIF/SBAS) - Assis
- Sân bay Atibaia (SDTB) - Atibaia
- Sân bay Avaré (SDRR-QVP) - Avaré
- Sân bay Barretos (BAT/SBBT) - Barretos
- Sân bay Bauru (BAU/SBBU) - Bauru
- Sân bay Bauru-Arealva (JTC/SJTC) - Bauru e Arealva
- Sân bay Botucatu (QCP)
- Sân bay Bragança Paulista (BJP/SDBP) - Bragança Paulista
- Sân bay Capão Bonito (***/SDCA) - Capão Bonito
- Sân bay Dracena
- Sân bay Franca (FRC/SIMK) - Franca
- Sân bay Itanhaém
- Sân bay Jundiaí (QDV/SDJD) - Jundiaí
- Sân bay Lins
- Sân bay Marília (MII/SBML) - Marília
- Sân bay Ourinhos
- Sân bay Penápolis
- Sân bay Piracicaba
- Sân bay Presidente Epitácio
- Sân bay Presidente Prudente (PPB/SBDN) - Presidente Prudente
- Sân bay Ribeirão Preto (RAO/SBRP) - Ribeirão Preto
- Sân bay São Carlos (QSC/SDSC) - São Carlos
- Sân bay São José do Rio Preto (SJP/SBSR) - São José do Rio Preto
- Sân bay São José dos Campos (SJK/SBSJ) - São José dos Campos
- Sân bay São Manuel (***/SDNO) - São Manuel
- Sân bay Sorocaba (SOD/SDCO) - Sorocaba
- Sân bay Tupã
- Sân bay Tatuí (***/SDTF) - Tatuí, Itapetininga
- Sân bay Ubatuba (UBT/SDUB) - Ubatuba
- Sân bay Votuporanga (SDVG)
- Sân bay Congonhas-São Paulo (CGH/SBSP) - São Paulo
- Sân bay quốc tế São Paulo-Guarulhos (GRU/SBGR) - Guarulhos / São Paulo
- Sân bay quốc tế Viracopos-Campinas (VCP/SBKP) - Campinas

### Sergipe
- Sân bay Propriá (SNOP) - Propriá
- Sân bay quốc tế Aracaju (AJU/SBAR) - Aracaju

### Tocantins
- Sân bay Araguacema (SJGC) - Araguacema
- Sân bay Araguaina (AUX/SWGN) - Araguaína
- Sân bay Araguatins (SJCU) - Araguatins
- Sân bay Arraias (SWRA) - Arraias
- Sân bay Brejinho de Nazaré (SWBH) - Brejinho de Nazaré
- Sân bay Santa Isabel do Morro (SWIY) - Cristalândia
- Sân bay Dianópolis (SWDN) - Dianópolis
- Sân bay Gurupi (**/SWGI) - Gurupi
- Sân bay Paraíso do Tocantins (SWTO) - Paraíso do Tocantins
- Sân bay Paranã (SWPN) - Paranã
- Sân bay Pedro Afonso (SWPA) - Pedro Afonso
- Sân bay Dois Irmãos (SWDI) - Peixe
- Sân bay Porto Nacional (PNB/SBPN) - Porto Nacional
- Sân bay Palmas (PMW/SBPM) - Palmas
- Sân bay Taguatinga (SWTY) - Taguatinga
- Sân bay Tocantínia (SWTC) - Tocantínia